# Klupsko prvenstvo Hrvatske u odbojci na pijesku za muškarce 2011.
Klupsko prvenstvo Hrvatske u odbojci na pijesku za muškarce za 2011. godinu 
Igrane su: 
- 1. liga – 7 klubova; prvak "Erste Zagreb"[1][2]

## Prva liga
Sudionici
- KOP Čakovec – Čakovec
- KOP Erste Zagreb – Zagreb  (također kao "Zagreb")
- KOP Jarun – Zagreb
- HAKOP Mladost – Zagreb
- KOP Split  – Split
- KOP Vrapče – Zagreb
- KOP Žnjan  – Split

Ljestvica
| mj | klub         | ut | pob | ner | por | set+ | set- | poen+ | poen- | bod |
| -- | ------------ | -- | --- | --- | --- | ---- | ---- | ----- | ----- | --- |
| 1. | Erste Zagreb | 12 | 10  | 1   | 1   | 42   | 4    | 980   | 734   | 21  |
| 2. | Žnjan        | 12 | 8   | 3   | 1   | 40   | 11   | 1024  | 796   | 19  |
| 3. | Jarun        | 12 | 7   | 3   | 2   | 35   | 15   | 979   | 987   | 17  |
| 4. | Vrapče       | 12 | 4   | 4   | 4   | 26   | 28   | 959   | 950   | 12  |
| 5. | Split        | 12 | 3   | 0   | 9   | 15   | 38   | 836   | 1007  | 6   |
| 6. | Čakovec      | 12 | 2   | 2   | 8   | 16   | 37   | 760   | 1005  | 6   |
| 7. | Mladost      | 12 | 1   | 1   | 10  | 7    | 43   | 721   | 1020  | 3   |

 Izvori: 

 kop-cakovec.hr, Bilten 2011

Turniri
- Split, Žnjan, 2. – 3. srpnja 2011.[3][1]
- Zagreb, Jarun (Malo Jezero), 5. – 7. kolovoza 2011.[4][1]

## Vanjske poveznice
- hos-cvf.hr, Odbojka na pijesku
- kop-cakovec.hr  Arhivirana inačica izvorne stranice od 10. studenoga 2024. (Wayback Machine)